# محرك فرط صوتي

المحرك فرط الصوتي هو نوع من المحركات الكهربائية تدار باهتزازات فوق صوتية للجزء الساكن والدوار أو الجزء المنزلق اعتمادًا على نمط التشغيل (الدوران أو النقل الخطي).
تختلف المحركات فوق الصوتية عن المحركات الكهرضغطية في عدة أمور مع أن كليهما يستخدمان موادًا كهرضغطية، وغالبا ما يستخدم تيتانات زركونات الرصاص وأحيانًا نيوبات الليثيوم أو غيرها من المواد أحادية البلورة. والفرق الأوضح بينهما هو استخدام الرنين لتضخيم اهتزاز الجزء الساكن في تماس مع الدوار في المحركات بالموجات فوق الصوتية. وتقدم المحركات بالموجات فوق الصوتية مسافات دوران أو انزلاق كبيرة، في حين ان المشغلات الكهرضغطية محدودة بالانفعال الساكن الذي يمكن حثه في العنصر الكهرضغطي.

## الآلية
غالبا ما تستخدم في الاتصال بها الاحتكاك الجاف، والاهتزازات الناجمة عن الموجات فوق الصوتية في الساكن ليتم استخدامه على حد سواء لنقل الحركة إلى الدوار ولتعديل قوة الاحتكاك الموجودة في واجهة. ويسمح تعديل الاحتكاك بالحركة التراكمية للدوار (على سبيل المثال، لأكثر من دورة الاهتزازية واحدة؛ دون هذا التعديل تفشل المحركات بالموجات فوق الصوتية في القيام بعملها.
هناك طريقتين مختلفتين تتوفرا للسيطرة على الاحتكاك على طول واجهة الاتصال بين الساكن والدوار،اهتزاز الموجة المتحركة واهتزاز الموجة الراكدة أو الساكنة. بعض الإصدارات الأقدم من المحركات العملية في 1970م، من Sashida، [1] على سبيل المثال، كانت تستخدم في التركيب الموجة دائمة الاهتزاز مع زعانف وضعت في زاوية من السطح الاتصال لتشكيل المحركات، albeit one تدور في اتجاه واحد. في وقت لاحق من قبل كانت تصميمات Sashida والباحثين في شركة ماتسوشيتا، جبال الألب، وكانون تحاول الاستفادة من اهتزاز الموجة المتحركة من اجل الحصول على محرك يدور في اتجاهين، وجدت أن هذا الترتيب يقدم أفضل كفاءة وأقل اتصال على سطح الواجهة. استثنائيا أعلى عزم الدوران 'محولhybrid ' في المحرك بالموجات فوق الصوتية يستخدم إندفعا محيطيا ومحوريا للعناصر الكهربيضغطية معا من أجل الجمع بين الاهتزاز المحوري والالتوائي على طول واجهة الاتصال، وهو ما يمثل تقنية الدافعة التي تكمن في مكان ما بين الدافعة بالموجة المتحركة والراكدة.
والملاحظة الأساسية في دراسة المحركات بالموجات فوق الصوتية هي أن اهتزاز الذروة الذي قد تتسبب في حدوث هياكل ثابتة نسبيا في سرعة الاهتزاز بغض النظر عن تردد. سرعة الاهتزاز هو ببساطة مشتقة الزمن لازاحة الاهتزاز في الهيكل، وليس (مباشرة) ذات الصلة بسرعة انتشار الموجة خلال الهيكل. الكثير من المواد الهندسية المناسبة لالاهتزاز وتصرح بوصوله لذروة سرعته وهي ما يقرب من 1 م / ثانية. في الترددات المنخفضة—50 هرتز، بفرض انه—على سرعة الاهتزاز من 1 م / ثانية في مكبر الصوت سيعطي ازاحة حوالي 10 ملم، والذي هو واضح للعين. فعند ازدياد التردد، يتناقص الإزاحة، ويزداد التسارع. كما أن الاهتزاز يصبح غير مسموع في 20 كيلو هرتز أو نحو ذلك، وازاحة الاهتزاز في عشرات الميكرومتر، والمحركات التي بنيت [2] تعمل باستخدام 50 ميغاهرتز سطح الموجة الصوتية (ص) أن يكون من الاهتزازات فقط بضعة نانوميتر في المقدار. وتتطلب هذه الأجهزة الرعاية في بنائها لتلبية الدقة اللازمة للاستفادة من هذه المتطلبات ضمنها الساكن.
هناك نوعان من المحركات، هما الأكثر عموما، وفي الاتصال وعدم الاتصال، وهذا الأخير وهو أمر نادر ويتطلب العمل لنقل السوائل والاهتزازات فوق الصوتية للساكن باتجاه الدوار. معظم الإصدارات تستخدام الهواء، مثل بعض الإصدارات الأولى للدكتور Junhui هو جين تاو. [3] [4] البحوث في هذا المجال لا تزال، وبخاصة في استرفاع الصوتية قريب المدى لهذا النوع من التطبيقات. [5] (وهذا يختلف من استرفاع الصوتية بعيد المدى، والتي تعلق الهدف في النصف بين عدة موجات بعيدا عن الشئ المهتز.)

## التطبيقات
الكنون كان واحدا من رواد المحرك بالموجات فوق الصوتية، وصنعت " USM " الشهير في 1980م عن طريق إدراجه فيه عدسات ذات الضبط التلقائي للعدسة كانون مونت. وبراءات الاختراع على العديد من محركات بالموجات فوق الصوتية قد تم رفعها من قبل، رئيسها نيكون المنافس في صنع العدسات، وغيرها من المؤسسات الصناعية منذ وقت مبكر 1980م. المحرك بالموجات فوق الصوتية يستخدم الآن في العديد من المكاتب والإلكترونيات الاستهلاكية والتي تتطلب الدقة والدوران على مدى فترات طويلة من الزمن.
والتكنولوجيا قد طبقت على عدسات التصوير عن طريق مجموعة متنوعة من الشركات تحت أسماء مختلفة:
• الكنون—USM، فوق الصوتي للسيارات
• مينولتا، سوني—SSM، المحركات الأسرع من الصوت
• نيكون—SWM، محرك صامت الموج
• اوليمبوس—SWD، محرك الموجة الصوتية
• باناسونيك—XSM، المحرك الاكثرصامتا
• Pentax—SDM، محرك الصوت
• سيجما—HSM ،محرك فرط صوتي